# Olena Voronina
Olena Oleksandrivna Voronina (en ukrainien, Олена Вороніна, née le 5 mai 1990 à Kharkiv) est une escrimeuse ukrainienne, multiple médaillée avec l'équipe d'Ukraine de sabre féminin. Elle fait partie de l'équipe championne du monde en 2013.

## Palmarès
- Jeux olympiques
  -  Médaille d'argent par équipes lors des Jeux olympiques 2016 de Rio de Janeiro
- Championnats du monde d'escrime
  -  Championne du monde par équipes aux championnats du monde d'escrime 2013 à Budapest
  -  Médaille d'argent par équipes aux championnats du monde d'escrime 2015 à Moscou
  -  Médaille de bronze par équipes aux championnats du monde d'escrime 2014 à Kazan

- Championnats d'Europe d'escrime
  -  Médaille d'argent par équipes aux championnats d'Europe d'escrime 2013 à Zagreb
  -  Médaille de bronze en individuel aux championnats d'Europe d'escrime 2015 à Montreux
  -  Médaille de bronze par équipes aux Championnats d'Europe d'escrime 2016 à Toruń
  -  Médaille de bronze par équipes aux championnats d'Europe d'escrime 2015 à Montreux
  -  Médaille de bronze par équipes aux championnats d'Europe d'escrime 2014 à Strasbourg